# PRT 파르반
PRT 파르반(Provincial Reconstruction Team Parwan)은 파르반주의 전쟁 피해 복구를 맡았던 대한민국의 지역재건대이다. 대한민국은 NATO와 EAPC 회원국이 아닌 안보지원 기여국로서 PRT를 파견하였는데, 동부지역사령부 관할 지역에서 근무했으며 미국 제3보병사단의 통제를 받았다.
PRT 파르반은 최대 350명(군인 200명, 민간인 100명, 경찰 40명)으로 구성되어 4대의 UH-60 블랙호크를 운용하였고, 대한민국의 민간군사기업(PMC)인 블렛-K(Bullet-K)의 엄호를 받았다.
국제 무역에서의 입지를 넓히기 위해 미국 아프가니스탄 주둔군으로 둘러쌓인 파르반주의 차리카르 시가 그나마 안전한 것으로 판단하고 2년 3개월 동안 파견하기로 결정하였다.
2010년 7월 1일, PRT가 창설되어 아프가니스탄 바그람 비행장의 군사 구역에서 주둔하였고 2014년 6월 23일에 4년 간의 지역재건 임무를 마쳤다. 시설 운영을 위해 민간인 40명이 남고 그 외 인원과 오쉬노 부대원들은 모두 귀환하였다.

## 참고
1. ↑  “South Korea confirms new troops for Afghanistan” (영어). BBC 뉴스. 2009년 12월 8일. 2016년 6월 2일에 확인함.
2. ↑  조혜수 (2015년 12월 10일). “테러의 시대 용병이 뜬다”. 시사저널. 2016년 6월 1일에 확인함.[깨진 링크(과거 내용 찾기)]
3. ↑  김승욱 (2009년 12월 8일). “아프간에 파견되는 PRT란”. 연합뉴스. 2016년 6월 1일에 확인함.
4. ↑  강병철 (2014년 6월 24일). “'아프간 지방재건팀' 임무종료…오쉬노부대도 철수”. 연합뉴스. 2016년 6월 1일에 확인함.